# Final da Copa da UEFA de 1979–80
A final da Taça UEFA de 1980 foi uma final de dois jogos, disputada entre 7 de maio de 1980 e 21 de maio de 1980 para determinar o campeão da Taça UEFA de 1979–80. A final colocou o Eintracht Frankfurt da Alemanha Ocidental contra o Borussia Mönchengladbach, outro time da Alemanha Ocidental. O Frankfurt sagrou-se campeão pelos gols marcados fora de casa. 

## Caminho para a final
Esta edição da Taça UEFA foi única, pois os quatro semifinalistas da competição eram clubes da Alemanha Ocidental - Stuttgart, Bayern, Frankfurt e Gladbach.
| Borussia Mönchengladbach | Borussia Mönchengladbach | Borussia Mönchengladbach | Borussia Mönchengladbach | Fase             | Eintracht Frankfurt | Eintracht Frankfurt | Eintracht Frankfurt | Eintracht Frankfurt |
| ------------------------ | ------------------------ | ------------------------ | ------------------------ | ---------------- | ------------------- | ------------------- | ------------------- | ------------------- |
| Oponente                 | Agr.                     | 1ª partida               | 2ª partida               |                  | Oponente            | Agr.                | 1ª partida          | 2ª partida          |
| Viking FK                | 4-1                      | 3–0 (C)                  | 1–1 (F)                  | Primeira rodada  | Aberdeen            | 2–1                 | 1–1 (F)             | 1–0 (C)             |
| Internazionale           | 4-3 ( pro )              | 1–1 (C)                  | 3-2 ( pro ) (F)          | Segunda rodada   | Dinamo București    | 3-2 ( pro )         | 0–2 (F)             | 3–0 ( pro ) (C)     |
| Universitatea Craiova    | 2–1                      | 2–0 (C)                  | 0-1 (F)                  | Terceira rodada  | Feyenoord           | 4-2                 | 4–1 (C)             | 0-1 (F)             |
| Saint-Étienne            | 6–1                      | 4-1 (F)                  | 2–0 (C)                  | Quartas de final | Zbrojovka Brno      | 6-4                 | 4–1 (C)             | 2-3 (F)             |
| VfB Stuttgart            | 3-2                      | 1–2 (F)                  | 2–0 (C)                  | Semifinais       | Bayern de Munique   | 5-3 ( pro)          | 0–2 (F)             | 5-1 ( pro ) (C)     |

## Detalhes

### Primeiro jogo
| 7 de maio de 1980 | Borussia Mönchengladbach                        | 3–2 | Eintracht Frankfurt         | Bökelbergstadion, Mönchengladbach      |
|                   | Christian Kulik 44' 88' · Lothar Matthäus 76' · |     | Karger 37' · Hölzenbein 71' | Público: 25,000 Árbitro: Guruceta Muro |

| Gladbach | Eintracht Frankfurt |

| GK            | 1  | Wolfgang Kneib      |                               |     |
| RB            | 2  | Frank Schäffer      |                               |     |
| CB            | 3  | Winfried Schäfer    |                               |     |
| CB            | 4  | Wilfried Hannes     |                               |     |
| LB            | 5  | Norbert Ringels     |                               |     |
| CM            | 6  | Lothar Matthäus     |                               |     |
| CM            | 8  | Christian Kulik (c) |                               |     |
| CM            | 10 | Carsten Nielsen     |                               | 66' |
| RF            | 7  | Karl Del'Haye       |                               | 72' |
| CF            | 9  | Harald Nickel       | Penalizado com cartão amarelo |     |
| LF            | 11 | Ewald Lienen        |                               |     |
| Substitutos:  |    |                     |                               |     |
| FW            | 12 | Steen Thychosen     |                               | 66' |
| MF            | 13 | Ralf Bödeker        |                               | 72' |
| Treinador:    |    |                     |                               |     |
| Jupp Heynckes |    |                     |                               |     |

| GK             | 1  | Jürgen Pahl          |                               |     |
| RB             | 3  | Willi Neuberger      |                               |     |
| CB             | 5  | Bruno Pezzey         |                               |     |
| CB             | 4  | Charly Körbel        |                               |     |
| LB             | 2  | Horst Ehrmantraut    |                               |     |
| CM             | 6  | Werner Lorant        | Penalizado com cartão amarelo |     |
| CM             | 9  | Ronny Borchers       | Penalizado com cartão amarelo |     |
| CM             | 10 | Bernd Nickel         |                               |     |
| RF             | 11 | Cha Bum-kun          |                               |     |
| CF             | 8  | Harald Karger        |                               | 81' |
| LF             | 7  | Bernd Hölzenbein (c) |                               | 79' |
| Substitutos:   |    |                      |                               |     |
| MF             | 12 | Norbert Nachtweih    |                               | 79' |
| MF             | 13 | Wolfgang Trapp       |                               | 81' |
| Treinador:     |    |                      |                               |     |
| Friedel Rausch |    |                      |                               |     |

### Segundo jogo
| 21 de maio de 1980 | Eintracht Frankfurt | 1–0 | Borussia Mönchengladbach | Waldstadion, Frankfurt                 |
|                    | Schaub 81'          |     |                          | Público: 59,000 Árbitro: Alexis Ponnet |

| Eintracht Frankfurt | Gladbach |

| GK             | 1  | Jürgen Pahl          |                               |     |
| RB             | 3  | Willi Neuberger      |                               |     |
| CB             | 5  | Bruno Pezzey         |                               |     |
| CB             | 4  | Charly Körbel        |                               |     |
| LB             | 2  | Horst Ehrmantraut    |                               |     |
| CM             | 6  | Werner Lorant        |                               |     |
| CM             | 10 | Bernd Nickel         |                               |     |
| CM             | 9  | Ronny Borchers       | Penalizado com cartão amarelo |     |
| RF             | 11 | Cha Bum-kun          | Penalizado com cartão amarelo |     |
| CF             | 8  | Norbert Nachtweih    |                               | 77' |
| LF             | 7  | Bernd Hölzenbein (c) | Penalizado com cartão amarelo |     |
| Substitutos:   |    |                      |                               |     |
| CF             | 15 | Fred Schaub          |                               | 77' |
| Treinador:     |    |                      |                               |     |
| Friedel Rausch |    |                      |                               |     |

|               |    |                     |                               |     |
|               |    |                     |                               |     |
| GK            | 1  | Wolfgang Kneib      |                               |     |
| RB            | 2  | Jürgen Fleer        | Penalizado com cartão amarelo |     |
| CB            | 4  | Wilfried Hannes     | Penalizado com cartão amarelo |     |
| CB            | 3  | Winfried Schäfer    |                               |     |
| LB            | 5  | Norbert Ringels     |                               |     |
| CM            | 6  | Lothar Matthäus     |                               | 86' |
| CM            | 8  | Christian Kulik (c) |                               |     |
| CM            | 10 | Carsten Nielsen     |                               | 68' |
| RF            | 7  | Ralf Bödeker        | Penalizado com cartão amarelo |     |
| CF            | 9  | Harald Nickel       |                               |     |
| LF            | 11 | Ewald Lienen        |                               |     |
| Substitutos:  |    |                     |                               |     |
| FW            | 12 | Karl Del'Haye       |                               | 68' |
| FW            | 13 | Steen Thychosen     |                               | 86' |
| Treinador:    |    |                     |                               |     |
| Jupp Heynckes |    |                     |                               |     |